# Театральна риболовля
«Театральна риболовля» — український проєкт, започаткований у лютому 2018 року, який висвітлює театрально-мистецьке життя України. Складається з інтернет-порталу, на якому публікується авторський блог й театральна аналітика від засновника проєкту Сергія Винниченка; Театральної бази знань (каталоги прем'єр, творчих шляхів режисерів, драматургів тощо), спецпроєктів з дослідження сучасного українського театру й Театральної стрічки новин.
Автор позиціонує себе театральним аналітиком й театральним блогером, підкреслюючи свою відмінність від театрального критика. Слоганом проєкту є «Театральна риболовля» — це не про рибу, а про театр.
Матеріали досліджень «Театральної риболовлі» отримують поширення в ЗМІ. Авторські колонки Сергія Винниченка на майданчиках «Gazeta.ua», «Бізнес медіа», посилання та цитування соціально-культурними медіа, щорічні огляди театрального життя України на сторінках національного інформаціного агентства «Укрінформ» (рік 2022, рік 2023), на результати аналітичних досліджень посилається «The New York Times».

## Історія
Статті та огляди театрального блогера Сергія Винниченка виходили різними інтернет-майданчиками, починаючи з 4 грудня 2008 року. Відлік ведеться від замальовки з останнього показу вистави «Ех, мушкетери, мушкетери» у постановці Дмитра Чирипюка на сцені Національного академічного драматичного театру ім. Івана Франка. З 13 лютого 2018 року публікації отримують єдиний простір у спільноті Facebook, який називається «Театральна риболовля». Протягом року під однойменною назвою започатковано канал на YouTube (19 квітня), та інтернет-портал (4 грудня).
Назва «Театральна риболовля» є неологізмом, в якому обігрується поєднання процесів рибної ловлі із полюванням на вистави. За словами засновника, ідея походить від аналогії із «Казкою про рибака та рибку» Олександра Пушкіна — перед тим, як впіймати «Золоту рибку», довелося витягати невід «із самим баговинням». Концепція розгортається й у назвах підсумкових розділів театрального сезону: «Обгризаний скелет», «Недосмажання» та «Золоті рибки».
Проєкт «Театральна риболовля» виступає інформаційним портнером театральних подій та фестивалів («Мельпомена Таврії», «Homo Ludens», «Pro.Act Fest», «Kurbas. Technologies» та інші). Засновник проєкту є учасником театральних подкастів, членом журі театральних фестивалей («Київська театральна весна», «Київська пектораль», «Homo Ludens», «Комора»), спікером та експертом на конференціях, спеціалізованих школах та семінарах («Kurbas. Technologies», Міжнародна літня театральна школа «Театрон»), читає лекції з театральної аналітики та маркетингу. Колонки на основі напрацьованих матеріалів «Театральної риболовлі» виходять на порталах «Бізнес медіа» (з 2019-го), «Gazeta.ua» (з 2021-го), національного інформаційного агентства «Укрінформ» (з 2022-го).
Перші місяці повномасштабного вторгнення Росії в Україну ресурс працював у режимі новинної театральної стрічки, випускав огляди театру воєнного часу, робив інтерв'ю на гостроактуальні теми (зокрема проєкт «Ренесанс маріупольського театру» щодо відновлення роботи Донецького академічного обласного драматичного театру в Маріуполі після нанесеного авіаудар). В програмі воєнного XXIV Міжнародного театрального фестивалю «Мельпомена Таврії 2022» реалізовано відеопроєкт «Мій Херсон», який складався з особових спогадів учасників про тимчасово окуповане місто та представлення власної роботи в рамках фестивалю. Засновник проєкту, Сергій Винниченко, взяв участь в роботі Освітньої платформи фестивалю із лекцією «Театр у війні. Аналіз 100 днів».

## Структура

### Авторський блог
Складова частина ресурсу представляє собою авторські тексти за мотивами переглянутих вистав, антології в рамках актуальної тематики. Складова частина — блогерські розсілування, серед яких спроба очільників Київського Молодого театру «перерахувати» вік закладу, намагання міської влади представити списання бюджетних коштів через представлення Криворізького театру ляльок місцевим «криворізьким Діснейлендом» тощо. Серія оглядів, присвячених конкурсам з добору керівників театрів, виходить у рубриці «Конкурсна кухня». Поширені тексти на тему маркетинг в його практичному театральному застосуванні – від оглядів досвіду українських та закордонних театрів, до розборів практичних кейсів (ребрендинг Київського академічного театру драми і комедії на лівому березі Дніпра 2019 року, позиціонування Львівського академічного драматичного театру ім. Лесі Українки).

### Влог
Ютуб-канал «Театральна риболовля» було створено 19 квітня 2018. Першим проєктом став міні-серіал на основі інтерв'ю із режисером вистави «Синій автомобіль» Ігорем Славинським, який вийшов до 20-річного ювілею вистави Київського Молодого театру.
З грудня 2022 року виходить формат інтерв'ю «Вечірній Риболов», де автор пропонує до обговорення тему запрошеному експерту.
Перший фільм було створено до 130-річчя Василь Василька – 42-хвилинна відеооповідь увібрала в себе відзнятий матеріал театрального маршруту (читання п'єси «Чашка чорної кави» Василя Василька в режисурі Валерії Федотової на сцені Одеського академічного українського музично-драматичного театру ім. Василя Василька, епізоди Чернівецького музично-драматичного театру ім. Ольги Кобилянської та київського Державного музею театрального, музичного та кіно-мистецтва України. Прем'єра фільму «Кава з Васильком» відбулася 26 квітня 2023 року в рамках Всеукраїнської науково-практична конференції «100 років в авангарді».

### База знань та стрічка новин
«База знань» – розділ порталу «Театральна риболовля», до якого збираються детальні каталоги театральних робіт. Прем'єри вистав викладені в календарній послідовності за роками, наведені вичерпні переліки робіт театральних режисерів, антології театральних постановок за окремими авторами тощо.
В січні 2020 року відбувся «Блогерський рейтинг», у формуванні якого взяли участь 9 театральних блогерів, які регулярно дивляться велику кількість вистав. Блогери назвали 33 прем'єрні вистави 2019 року різних театрів. Абсолютним лідером виявилась вистава «Лимерівна» за п'єсою Панаса Мирного у постановці Івана Уривського на камерній сцені Київського театру ім. Івана Франка.
Із посиланням на базу знань порталу виходять огляди театрального життя в ЗМІ: «Українська правда», Збруч. Напрацьований матеріал лягає в основу тренінгів та майстеркласів, що відбуваються в межах театральних фестивалів. Спецкурс «Креативний менеджмент» на театральних кейсах було прочитано в київському Університеті сучасних знань.
Театральна стрічка новин (T-fishing News) — підрозділ проєкту, в якому день у день публікуються новини зі світу театру: прем'єри, фестивалі, керівні призначення тощо. Матеріали новинної стрічки цитують культурні медіа.

### Театральні міста України
Перше глобальне дослідження порталу стосувалося створенню «Театральної мапи України», яка б відповідала на запитання про фактологію українського театру: «скільки?», «де?» та «які?» театри є в країні. Реалізація тривала протягом 2020 року. На порталі з'явився розділ, де було зібрано прем'єрні вистави 2019 року. Крім того, вийшло 44 часописи про активності 300 театрів країни протягом дослідницького 2019-го року (ключові події, участь у фестивалях тощо). На матеріалах дослідження Сергій Винниченко у квітні 2021 року виступив із доповіддю «Кількісні показники напряму „Театри для дітей“» на Круглому столі «Театри для дітей. Тенденції та згуртування» Освітнього мистецького фестивалю «Kurbas. Technologies». Деталізовані спецогляди з'явилися на сторінках регіональних ЗМІ («Чим жила театральна Сумщина у 2019 році» на порталі «ЦУКР».
У подальшому проєкт отримав розвиток у вигляді виїздних засідань («Театральний Кривий Ріг – міф чи реальність?», «Театральне Рівне – міф чи реальність?»).

## Театральний лекторій
- 2019 — лекційно-практичний курс «Креативний менеджмент» на прикладі кейсів українських театрів (Київський університет сучасних знань)[59]
- 2021, 18 червня — лекція «Сучасний театр в Україні: Хто ми? Звідки? Чи куди йдемо?» (Чернівецький музично-драматичний театр імені Ольги Кобилянської)[60]
- 2021, 7 вересня — лекція «Стан театральної індустрії» під час «Марафону 360 хвилин. Від театру до екрану» на ХХІІІ Міжнародному театральному фестивалі «Мельпомена Таврії»[61]
- 2021, 8 вересня — тренінг «Театральний маркетинг. Якщо результат вас все ж цікавить» в рамках освітньої платформи ХХІІІ Міжнародного театрального фестивалю «Мельпомена Таврії» (Бібліотека Херсонського державного університета)[62][63][64][65][66][67][68]
- 2021, 22 жовтня — лекція «Аматорський театр: шлях від невідомості до відомості» (I Відкритий фестиваль театрального мистецтва «Театральна осінь», м. Ковель)[69][70][71][72]
- 2022, 18 червня — лекція «Театр у війні. Аналіз 100 днів» в рамках освітньої платформи ХХІV Міжнародного театрального фестивалю «Мельпомена Таврії» (ProEnglish Theatre, м. Київ)[73]
- 2023, 9 квітня — лекція «Камерний театральний простір: затісний акваріум, або джерело безкінечних можливостей?» до відкриття нового простору «Сцена-майстерня» (Чернівецький музично-драматичний театр імені Ольги Кобилянської)[74][75]
- 2023, 11 травня — лекція «Театральний маркетинг» для студентів-маркетологів Черкаського національного університету ім. Богдана Хмельницького[76]

## Участь у фестивалях
- Міський театральний фестиваль-конкурс самодіяльних аматорських театральних колективів «Київська театральна весна» (м. Київ; 2010–2019) — член журі, медіасупровід[77][78]

- Премія України в галузі театрального мистецтва «Київська пектораль» (м. Київ; 2020) — член експертної групи[79][80]
- Міжнародний англомовний театральний фестиваль «Pro.Act Fest» (м. Київ; 2020) — член журі, медіасупровід[81]
- Освітній мистецький фестиваль «Kurbas. Technologies» (м. Харків; 2020–2021) — спікер фестивалю, медіасупровід[52][82]
- Міжнародний фестиваль фізичного театру «Mime Wave Festival» (2021) — модератор дискусійної панелі[83][84]
- Міжнародний театральний фестиваль «Мельпомена Таврії» (м. Херсон) — лектор «Освітньої платформи» (2021-2022), інформаційний партнер (2021–2023)[85][86][87]
- Відкритий фестиваль театрального мистецтва «Театральна осінь» (м. Ковель; 2021) — лектор, медіасупровід[88][89]
- Міжнародна літня театральна школа «Театрон» (м. Миколаїв, 2021) — тренер майстер-класу[90]
- Міжнародний відкритий театральний конкурс-фестиваль «Homo Ludens» (м. Миколаїв; 2021, 2023) — член експертної ради, медіасупровід[91][23]
- Театральний фестиваль «Комора» (м. Кам'янець-Подільський; 2022) — член журі, тренер майстер-класу[92]
- Міжнародний театральний фестиваль моновистав «Монологи над Ужем» (м. Ужгород, 2023) — медіасупровід[93]
- Всеукраїнський фестиваль театрального мистецтва «Зірки Мельпомени» (м. Хмельницький; 2023) — член журі[94]
- Театральний фестиваль комедії «Золоті оплески Буковини» (Чернівецький музично-драматичний театр імені Ольги Кобилянської (м. Чернівці; 2023) — член експертної ради, медіасупровід[95]
- Міжнародний фестиваль-конкурс мистецтв «Ukr West Art Fest» (м. Трускавець; 2023) — член журі, медіасупровід[96][97]
- Міжнародний театральний фестиваль «Золотий лев» (м. Львів, 2024) — медіасупровід[98]
- Всеукраїнський театральний фестиваль «Starytskiy Theatre Fest» (м. Хмельницький, 2024) — член експертної ради, медіасупровід[99][100]
- Міжнародний благодійний Різдвяний театральний фестиваль «Скрудж Фест» (м. Рівне, 2024) — ідейний натхненник фестивалю, лектор Освітньої платформи[101]

## Участь у проєктах
- 2018, грудень — «Відверто про…» (ведуча – Ольга Хвостова, канал «Expert-KR»)[102][33]
- 2019, листопад — соціально-освітній проект «Smart-шопінг у ТРК «Проспект». Клепка мусить бути»[103][104][105][106][107]
- 2019, грудень — щотижнева колонка на порталі «Бізнес медіа»[21]
- 2021, грудень — щомісячна колонка на порталі «Gazeta.ua»[22]
- 2021, грудень — проєкт «ВЕСНа» (автор та ведучий – Микола Бабин, театр-студія «ВІК») (зйомка 2021 року, вийшло в етер 2023-го)[108][17]
- 2022, лютий — відеоподкаст «Триматися свого берега. Три роки. Трунова&Жирков» (ведуча – Яна Безсмертна, Київський академічний театр драми і комедії на лівому березі Дніпра)[109][110]
- 2022, лютий — серія дискусійних зустрічей на тему «Театральні комунікації: на межі фаховості й дилетантизму» в рамках освітньо-професійної програми «Літературна творчість» Інституту філології Київського університету імені Бориса Грінченка (кураторка – гарант ОП «Літературна творчість» Тетяна Вірченко)[111]
- 2022, лютий — youtube-проєкті «НЕВІРЮВІРЮ» (ведучий – Дмитро Весельський, Український малий драматичний театр)[112][113][114]
- 2022, листопад — проєкт «Нові правила» – «Яка основна функція театру під час війни: виховна чи розважальна?» (телеканал «Вітер», м. Кропивницький)[115]
- 2024, жовтень — панельна дискусія: «Чи може драма зупинити трагедію?» в рамках «Фестивалю перших п'єс» (Театр ветеранів, м. Київ)[116]

- Телевізійні та інтернет проєкти:
  - телевізійний фільм «ВоднОчАс» Андрія Богуна (театр-студія «Простір»)[117][118]
  - «Кайдаші 2.0.» Максима Голенка («Дикий Театр»)[119]
  - «Маскарад» Віталія Ковальчука (Одеський національний академічний театр опери та балету)[120]
  - «Слава героям!» Стаса Жиркова (Київський академічний театр «Золоті ворота»)[121]
  - документальний фільм «Театр бойових дій» (Подробиці): частина 1[122], частина 2[123]
- Театральний навігатор:
  - від «Української правди»[124]
  - від проєкту «Вечір Медіа»[1]
  - від українського національного інформаційного агентства «Укрінформ»[125][126][127][128][23][129]